# Krrish
Krrish (Alternativtitel: Krrish, der Sternenheld) ist ein Bollywoodfilm aus dem Jahr 2006. Er bildet die Fortsetzung zu dem Film Koi... Mil Gaya. Der Film wurde ab dem 2. Juli 2006 in einigen wenigen deutschen Kinos gezeigt.

## Handlung
Sonia Mehra hat ihren Sohn Rohit und ihre Schwiegertochter Nisha unter tragischen Umständen verloren. Sie hat nur noch ihren Enkelsohn Krishna, der die Fähigkeiten seines Vaters geerbt hat. Er hat einen unglaublich hohen IQ und Superkräfte. Dies beängstigt die Großmutter, sie zieht mit Krishna in eine abgelegene Gegend im Himalaya. Sie hat Angst, dass Krishna genauso missbraucht wird, wie Rohit damals ausgenutzt wurde. 
Aus dem kleinen Krishna wird ein stattlicher gutaussehender junger Mann. Eines Tages trifft er auf Priya, die in der Gegend  Urlaub macht. Er ist begeistert von ihr und verliebt sich augenblicklich in sie. Priya erkennt, dass Krishna kein gewöhnlicher Junge ist und besondere Fähigkeiten hat. Erst beim Abschied merkt Priya, dass sich Krishna in sie verliebt hat, aber auch nur weil ihre Freundin Honey ihr das erklärt. 
Wieder zurück in Singapur, werden Priya und Honey von Boss, der Leiterin des Fernsehsenders STAR Plus, gefeuert, weil sie fünf Tage länger Urlaub gemacht haben. Plötzlich hat Honey die Idee, Krishna als Helden berühmt zu machen, um somit auch ihre Jobs zurückzukriegen. Priya ist erst skeptisch, heckt aber mit Honey dann doch einen Plan aus. Priya ruft bei Krishna an und erzählt ihm, dass sie sich in ihn verliebt hat, und wenn er sie nicht bald besucht, wird sie zwangsweise mit jemand anderem verheiratet. 
Krishna muss seine Großmutter überzeugen. Sie will ihn nicht gehen lassen und erzählt ihm die Geschichte seiner Eltern. Rohit kam durch einen Unfall geistig behindert auf die Welt. Durch ein Alien bekam er außerirdische Kräfte. Aus Rohit wurde ein angesehener Wissenschaftler. Der Direktor der größten Computerfirma TECHNOTRONICS, Dr. Siddhant Arya, holte Rohit zu sich in die Zentrale. Dr. Arya wollte eine Zukunftsmaschine mit Hilfe von Rohit bauen. Zwei Jahre später hat er diesen Computer konstruiert. Bei der Geburt von Krishna telefonierte Sonia mit Rohit und erfährt, dass Rohits Begabung missbraucht wurde. Kurz nach der Geburt bekamen sie die Nachricht, dass es im Labor ein Feuer gegeben hat und Rohit umgekommen ist. Vor lauter Liebeskummer ist auch Nisha kurz danach gestorben. Letztendlich lässt die Oma Krishna nach Singapur verreisen. Krishna verspricht ihr, niemandem von seinen Kräften zu erzählen. 
Dr. Arya ist ebenfalls in Singapur gelandet, um sein Projekt von der Zukunftsmaschine vorzustellen. Dank Rohits Aufzeichnungen konnten sie den Computer in zwanzig Jahren wieder nachbauen. Priya und Honey bringen Krishna in einem Hotel unter. Vor dem Hotel trifft er auf Kris Lee, der ein paar Künste vorführt, um seiner Schwester eine Operation zu bezahlen. Als er unglücklich stürzt, springt Krishna für ihn ein. Dafür möchte sich Kris Lee bedanken und lädt ihn zu einem Zirkus ein. 
Bei Dreharbeiten wollen Priya und Honey Krishna vor die Kamera locken, um seine Fähigkeiten zu zeigen, doch alles läuft schief. Krishna und Priya beschließen den Tag einfach zu vergessen und gehen in den Zirkus, in dem Kris arbeitet. Priya nimmt alles mit Kamera auf. Plötzlich bricht ein Feuer aus und Priya wird bewusstlos. Schnell trägt Krishna sie aus dem Zelt. Doch auch ein paar Kinder sind in dem Zelt und Krishna kämpft mit seinem Gewissen. Er hatte doch seiner Oma versprochen, niemandem seine Superkräfte zu zeigen. Dann setzt Krishna eine Maske auf und verkleidet sich. Aus Krishna wird Krrish und so rettet er die Kinder und wird über Nacht zum Superhelden. Ein Mädchen, das er gerettet hat, behält ein abgebrochenes Teil seiner Maske. 
Die Regierung legt 25.000 $ Belohnung aus, damit sich Krrish der Öffentlichkeit zeigt. Nur wenn das Stück genau zur Maske passt, wird derjenige, welcher die Maske bringt, als Krrish angesehen. Priya ahnt, dass Krrish ihr Krishna ist. Ein paar Tage später werden Priya und Honey gefeuert, da der Krishna doch keine überirdischen Fähigkeiten hat. Aber Priya gibt nicht auf. Sie will beweisen, dass Krishna Krrish ist, und heckt einen Plan aus: Vor versteckten Kameras gehen Priya und Krishna spazieren und werden von Gangstern überrascht, die aber eigentlich Schauspieler sein sollen und von Priya angeheuert wurden. Als die Schlägerei beginnt, entdeckt Krishna die Kameras und lässt sich verprügeln, damit seine Superkräfte nicht offenbar werden. Priya bekommt einen Anruf von Honey, die die falschen Gangster losschicken will. Schnell beichtet Priya ihren Plan. Krrish läuft den echten Gangstern hinterher, um Priyas Ring zurückzuholen. Als die Gangster seine Kräfte zu spüren bekommen, laufen sie weg. Kris Lee hält sich zufällig in der Gegend auf und sieht Krrish ohne Maske. 
Krishna schenkt ihm die Maske, um durch die Belohnung die Operation seiner Schwester bezahlen zu können. Im Fernsehen findet die Geldübergabe statt. Vikram Sinha, ein Mitarbeiter von Dr. Arya, erkennt Krishna im Fernsehen, den er schon seit Jahren sucht. Priya sieht sich daheim das Video aus dem Urlaub an. Als Honey hereinkommt, zeigt das Video die Aufnahmen aus dem Zirkus an. Während Priya ohnmächtig war, ist die Kamera weitergelaufen, und so sehen sie Krishna, wie er sich in Krrish verwandelt. Priya und Honey wollen diese Aufzeichnungen sofort im Büro veröffentlichen. Während die beiden rausrennen, ruft Krishna auf Priyas Handy an, welches sie daheim vergessen hatte, und so geht Priyas Mutter ran. Und da erfährt er die Wahrheit. Er folgt ihnen ins Büro und hört das Gespräch der beiden. Nun erkennt er, dass sie ihn nur ausgenutzt haben. Sofort will Krishna abreisen. Priya möchte ihn davon abhalten. Selbst als sie ihm ihre wahre Liebe gesteht, glaubt er ihr nicht. Er erzählt ihr die Geschichte von seinem Vater und geht. Nun versucht Priya die Ausstrahlung des Videos zu verhindern, um nicht noch mehr Schaden anzurichten, doch das Band ist bereits bei Boss, die bei der Pressekonferenz von Dr. Arya ist. Sie fährt dahin, um sie aufzuhalten, und trifft dann auf Vikram Sinha, der sie sofort, durch den Fernsehauftritt mit Krishna, erkennt. Nachdem sie das Videoband hat, fahren sie zusammen zum Flughafen, um Krishna zurückzuholen. Dort erfährt er von Vikram, dass sein Vater noch lebt. Er war mit seinem Vater gut befreundet und erzählt ihm die ganze Geschichte: Als Rohit den Computer fertig konstruiert hat, zeigte er Vikram, wie er funktioniert. Als er ihn hochfährt, wird Rohits Netzhaut und Herzfrequenz gescannt, welche als Passwort dienen. Ohne Rohit kann die Maschine nicht gestartet werden. Vor seiner Abreise nach Indien will er die Zugriffsrechte auf Dr. Arya auslegen. Aber erst wollen sie in die Zukunft blicken und sehen, ob Nisha einen Sohn oder eine Tochter gebärt. So erfahren die beiden Herren zu ihrer großen Freude, dass Rohit Vater eines gesunden Sohnes wird. Gleichzeitig erfahren sie, dass Dr. Arya Rohit umbringen wird. 
Dr. Arya will Rohit deshalb umbringen, damit er diesen Computer nicht auch für jemand anderen bauen kann. Rohit zerstört den Computer, während Vikram die Sicherheitsleute ablenkt. Als Dr. Arya in dem Labor Rohit erschießen will, kommt Vikram und erklärt ihm, dass ohne Rohit die Maschine nicht funktioniert und so konnte Rohit am Leben bleiben, für die Außenwelt war er gestorben. Sein Vater ist in einem Labor in Singapur. Dr. Arya hält ihn durch eine Maschine in einem komaähnlichen Zustand. Schon heute, anders als geplant, fährt er den Computer hoch. Dr. Arya sieht in die Zukunft und dabei sieht er seinen eigenen Tod. Und zwar wird er von Krrish getötet. Um der Zukunft zuvorzukommen, tötet er Kris Lee, der als Krrish bekannt wurde. Krishna, Priya und Vikram erfahren, dass Dr. Arya nach Krrish sucht und wollen Kris Lee warnen, den sie allerdings schon tot auffinden. Ihnen ist klar, dass Dr. Arya bereits in die Zukunft geblickt hat. Er will seinen Tod verhindern, um Herrscher der Welt zu werden. Krishna will seinen Vater befreien, um ihn nach Indien mit zurückzunehmen. Deshalb verkleidet sich Krishna als Krrish, um Dr. Arya aufzuhalten. Dr. Arya kehrt zum Labor zurück, gefolgt von Krrish. Er blickt wieder in die Zukunft, die aber unverändert seinen Tod voraussagt. Als sich Krrish und Dr. Arya mit dem geschwächten Rohit gegenüberstehen, stellt Dr. Arya ihm einige Fragen, die wegen Zeitmangel offen standen. Krrish antwortet nicht. Dr. Arya hatte bereits Vikram umgebracht und hält Priya als Geisel. Krrish hat zunächst keine Wahl. Er muss sich zumindest vorerst als Unterlegener geben. Während er das tut, stürzt er zu Boden. Rohit befreit sich aus dem Rollstuhl und stürzt ebenfalls zu Boden. Dabei fragt er Krishna mit heiserer Stimme, wer er wäre. Seine vermeintliche Unterlegenheit bringt Krrish in die Nähe von Dr. Arya. Diesen kann er letztlich angreifen und überwältigen.
Während Dr. Arya sterbend am Boden liegt, fragt er Krrish nochmals, wer er denn wäre. Da nimmt Krishna seine schon reichlich lädierte Maske ab. Nun erkennt der größenwahnsinnige Verbrecher, dass er Dr. Rohit Mehras Sohn vor sich hat. Mit diesem letzten Bild vor Augen stirbt Dr. Arya genau so, wie es der Zukunftcomputer vorhergesagt hat. Mittlerweile hat sich Priya wieder aufgerappelt und hilft dem nach wie vor etwas verängstigten Rohit auf die Beine. Sie erklärt ihm, dass er seinen Sohn Krishna in dem jungen Mann vor sich habe. Erleichtert und überglücklich fallen sich Vater und Sohn, welche einander noch nie in natura gesehen haben, in die Arme. Sodann bricht man in den Himalaya auf. Krishna, Priya und ihr totgeglaubter Sohn Rohit werden von Sonia glücklich in die Arme geschlossen.